# デニス・ルヘイン

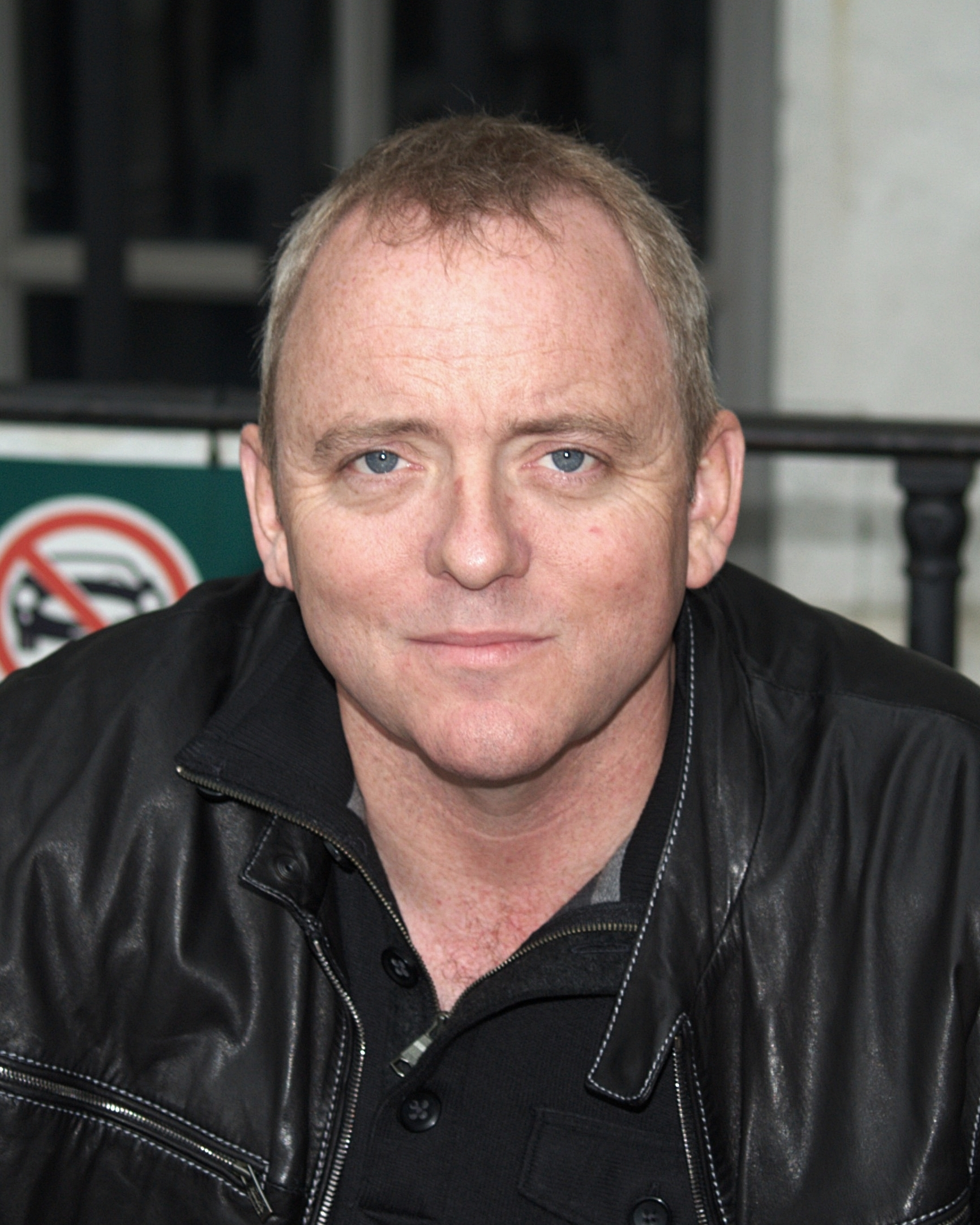
2010年2月現在

デニス・ルヘイン（Dennis Lehane、1965年8月4日 - ）は、アメリカ合衆国の作家、脚本家。デニス・レヘインと表記されることもある。

## 来歴
マサチューセッツ州ボストン・ドーチェスター出身。
フロリダ州のエッカード・カレッジで創作を学び、1994年に『スコッチに涙を託して』で作家デビュー。シェイマス賞最優秀新人賞を受賞し、以降「探偵パトリック&アンジー」シリーズとして刊行されている。2001年の『ミスティック・リバー』でアンソニー賞最優秀長編賞を受賞。2012年の「夜に生きる」でエドガー賞（MWA賞）最優秀長編賞を受賞した。

## 著書

### 探偵パトリック&アンジーシリーズ
- スコッチに涙を託して A Drink Before the War (1994)
- 闇よ、我が手を取りたまえ Darkness, Take My Hand (1996)
- 穢れしものに祝福を Sacred (1997)
- 愛しき者はすべて去りゆく Gone, Baby, Gone (1998)　2007年に『ゴーン・ベイビー・ゴーン』として映画化。
- 雨に祈りを Prayers for Rain (1999)
- ムーンライト・マイル Moonlight Mile (2010)

### その他
- ミスティック・リバー Mystic River (2001)　2003年に『ミスティック・リバー』として映画化。
- シャッター・アイランド Shutter Island (2003)　2009年に『シャッター アイランド』として映画化。
- コーパスへの道 Coronado: Stories (2006)　短編集。
- 運命の日 The Given Day (2008)　コフリンシリーズ
- 夜に生きる Live By Night (2012)　2017年に同名タイトルで映画化。コフリンシリーズ
- ザ・ドロップ The Drop (2014)　自身の短編『アニマル・レスキュー』を映画化した『クライム・ヒート』（2014年、脚本もルヘイン）を小説化した作品。
- 過ぎ去りし世界 World Gone By (2015)　コフリンシリーズ
- あなたを愛してから Since We Fell (2018)

## 脚本
- ミスター・メルセデス Mr. Mercedez (2017-)
- アウトサイダー The Outsider (2020)
- ブラック・バード Black Bird (2022)